# Titus Ssematimba
Titus Ssematimba, né le 15 août 2003 à Kampala, est un footballeur international ougandais. Il joue au poste de milieu offensif à  Kitara Football Club.

## Carrière

### En club
En septembre 2021, il signe à Wakiso Giants FC en provenance de Black Star Football Club. Le 3 novembre 2021, il joue son premier match en championnat contre le Villa SC.

### En sélection
Le 21 septembre 2022, il joue son premier match avec l'Ouganda contre le Liban.
Il finira en phase de groupe du Championnat d'Afrique des nations de football en 2022 avec son équipe nationale puis il remporte la CECAFA U20 avant d’atteindre les quarts de finale de la Coupe d'Afrique des nations de football des moins de 20 ans en 2023 avec Équipe d'Ouganda des moins de 20 ans de football.

## Palmarès
- CECAFA U20 :

Vainqueur CECAFA U20 en 2022.